# Zorita (Band)
Zorita ist eine niederländische Band, die im Jahre 2009 gegründet wurde. Ihre Musik weist Einflüsse von Folk, Pop und Weltmusik auf.
Die Gruppe veröffentlichte ihr Debütalbum Amor y Muerte im Mai 2012. Sie trat unter anderem bei den Musikfestivals Lowlands, Oerol und Zwarte Cross auf. Im Juni 2013 trat sie im niederländischen TV-Programm Vrije Geluiden auf. Eine Tour durch England im August 2014 wurde im Dokumentarfilm Until We Die erfasst. Der Dokumentarfilm wurde im April 2015 veröffentlicht, zusammen mit der gleichnamigen EP Until We Die.

## Mitglieder
- Carlos Zorita Diaz – Gesang, Gitarre, Tres, Charango
- Jarno van Es – Keyboard, Akkordeon
- Joost Abbel – Gitarre, Banjo
- Robert Koomen – Bass, Gesang
- René van Haren – Posaune
- Thomas Geerts – Trompete, Flügelhorn
- Abel de Vries – Schlagzeug, Percussion

## Diskografie
- 2012: Amor y Muerte (Album)[6][7][8]
- 2015: Until We Die (EP)
- 2017: Aphrodite (Album)